# 37-мм противотанковая пушка Бофорс

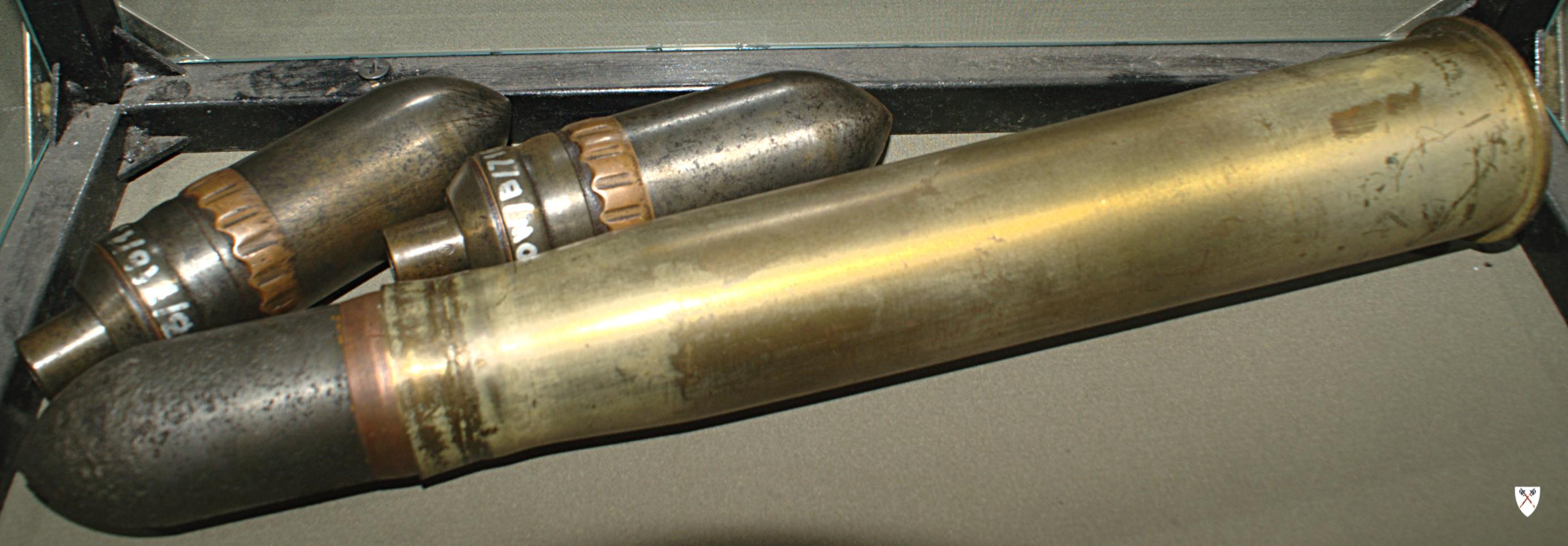
Лицензионные польские боеприпасы «Бофорс».

37-мм противотанковая пушка Бофорс — противотанковое орудие периода Второй мировой войны, стоявшая на вооружении сухопутных войск ряда европейских стран.

## Описание конструкции
Орудие имело достаточно совершенную для своего времени конструкцию. Ствол-моноблок, снабжённый полуавтоматическим горизонтальным клиновым затвором и небольшим дульным тормозом, монтировался на лафете с раздвижными станинами. Орудие имело подрессоривание и металлические колёса с резиновыми шинами. Расчёт защищался гнутым щитовым прикрытием толщиной 5 мм, причём его нижняя часть могла откидываться на петлях.

## История создания
Пушка была разработана шведской оружейной фирмой «Бофорс» и предназначалась прежде всего на экспорт. В 1932 году был создан первый опытный образец. В 1934 году орудие было готово к серийному производству, получив первоначальное наименование m/34. В 1935 году поступил первый заказ на 12 орудий из Нидерландов. Сами шведы купили первые орудия этого типа в 1937 году и назвал их 37 мм pkan M/34. В процессе производства появилась новая версия называемая M/38, которая заменила старую версию в производстве. 37-мм пушка Bofors являлась достойным конкурентом немецких 3,7 см Pak 35/36 в своей нише в конце 1930-х годов, так что благодаря этому был достигнут определённый коммерческий успех. Среди стран, в которые оно импортировалось были Дания, Финляндия, Великобритания, Польша, Турция и Югославия. Лицензионные копии орудия производились в Дании, Финляндии, Нидерландах и Польше.
Германская 37-мм противотанковая пушка Pak 35/36 и американская 37-мм противотанковая пушка M3 не являлись копиями разработки фирмы «Бофорс».

## Производство и применение

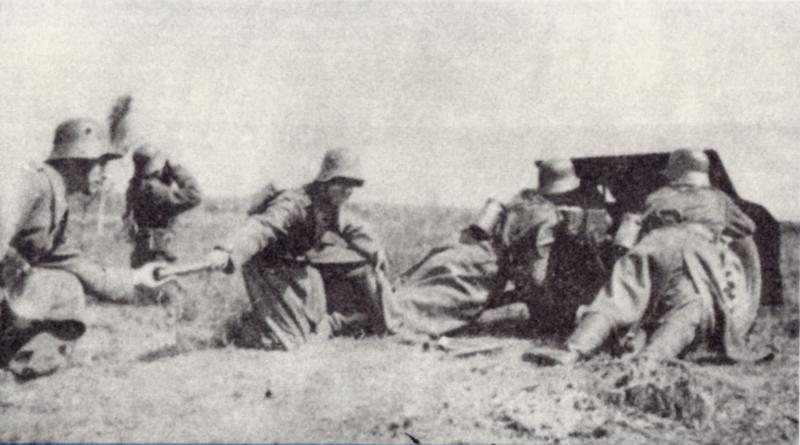
Польская 37-мм противотанковая пушка wz.36 на учениях

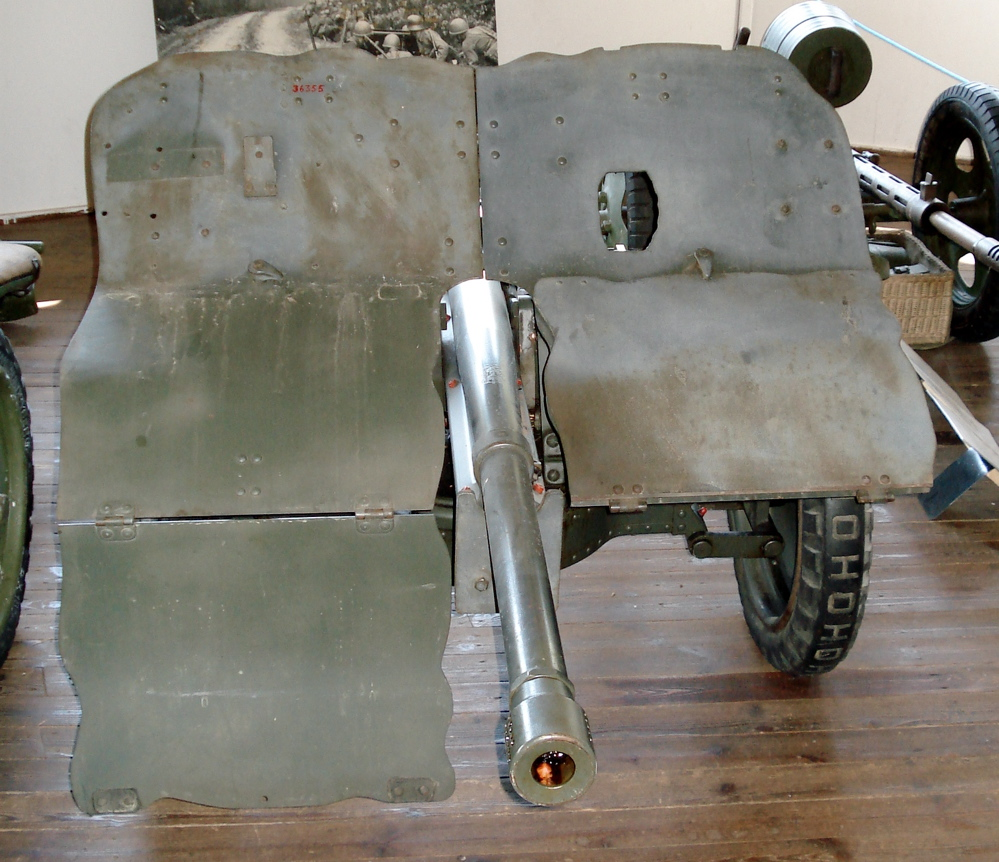
Шведская 37-мм противотанковая пушка Бофорс

### Швеция
В Швеции орудие приняли на вооружение в 1937 году под обозначением 37 mm infanterikanon m/34 (модель 1934 года — пехотное орудие).
В 1938 году орудие было несколько модернизировано и выпускалось под обозначением 37 mm pansarvarnskanon m/38 (модель 1938 года — противотанковое орудие). Также существовал танковый вариант пушки под названием 37 mm Kanon m/38 stridsvagn, им оснащались лёгкие танки Landsverk Strv m/38, Strv m/39, Strv m/40 и Strv m/41 (последний — шведская версия чешского лёгкого танка TNHP-S).
В ходе Зимней войны Шведы сформировали для помощи финской армии шведско-норвежский волонтёрский корпус, на вооружении которого было 20 37-мм орудий Bofors. Когда немцы вторглись в Данию и Норвегию в апреле 1940 года, они быстро дали шведам понять, насколько опасно их положение в связи со сложившейся обстановкой. Швеция быстро приступила к мобилизации и запросила к возврату некоторое вооружение, добровольно поставленное в Финляндию. Среди оружия, которое Финляндия обязывалась вернуть, были также 20 шведских 37-мм орудия Bofors шведского производства. Из этих 20 орудий, вернувшихся в Швецию, только 7 были оригинальными. Остальные 13 были уже финского лицензионного производства, которые шведская армия назвала 37 mm pansarvarnskanon m/38 °F.

### Великобритания
Пушка имела обозначение Ordnance QF 37 mm Mk I. Было заказано 250 орудий, из них 80 было поставлено до начала войны.

### Дания
Дания закупила одну пушку данного типа в 1934 году с лицензией на производство. На государственном арсенале Hærens Våbenarsenal в Копенгагене (ранее известный как Hærens Tøjhus) в период с 1936 по 1937 год были произведены 68 единиц под наименованием 37-mm fodfolkskanon M. 1934. Некоторые из них позже были модернизированы до образца орудия M. 1937.
Последнее стало обновленной версией пушки, в частности с заменой спицывых колес на дисковые, а также со слегка усиленным зарядом в унитарном патроне. Дания закупила четыре пушки этого типа в 1937 году с лицензией на производство. На арсенале Hrens Våbenarsenal в период с 1939 по 1942 год было произведено ещё 44 единицы под наименованием 37 mm fodfolkskanon m1937.
В 1940 году эти пушки были захвачены немцами и использовались ими под наименованием 3.7 cm Pak 157 (d) и 3.7 cm Pak 158 (d) соответственно. В 1945 году возвращены датской армии вместе с небольшим числом шведских орудий модели 1938 года.

### Финляндия

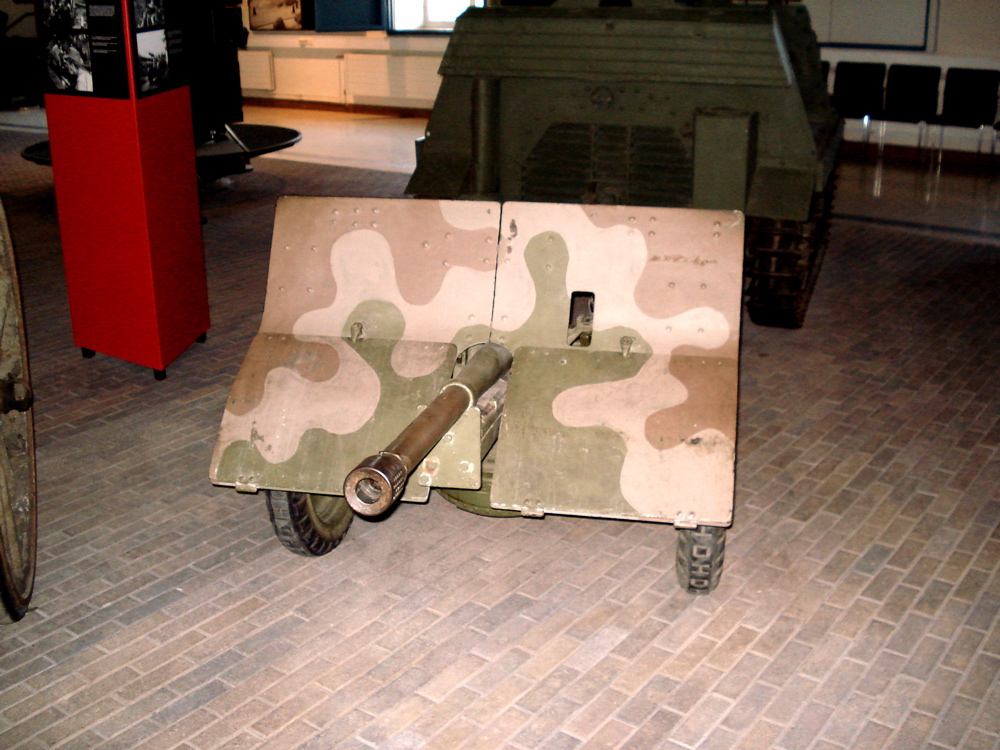
Финская 37-мм противотанковая пушка Бофорс, вид спереди

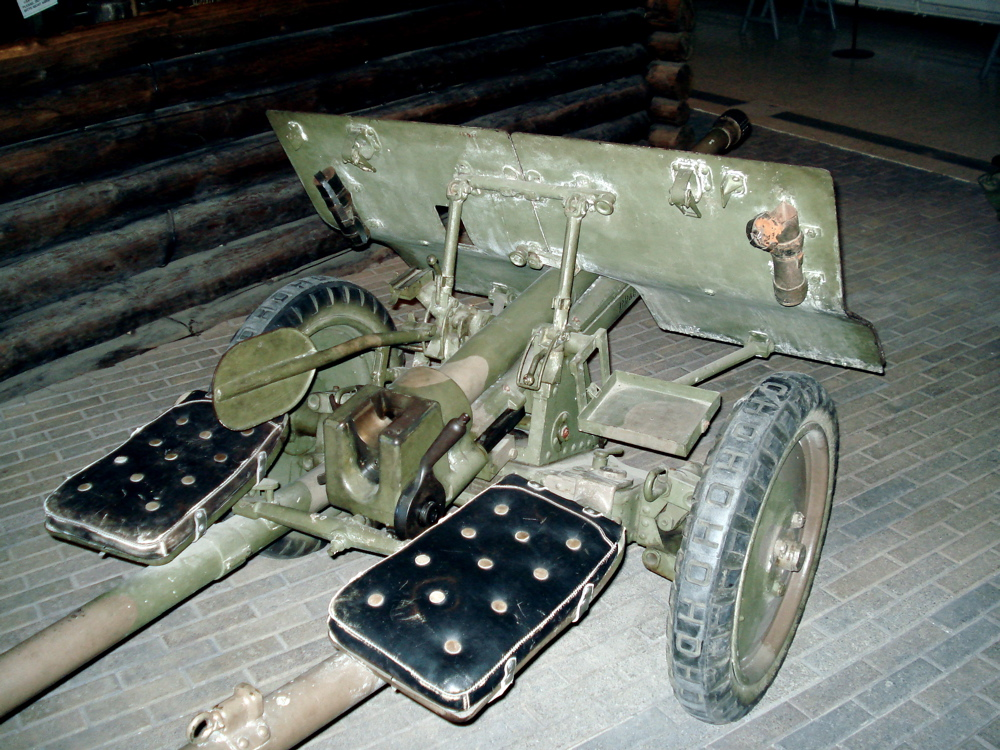
Финская 37-мм противотанковая пушка Бофорс, вид сзади

В Финляндии данное орудие стало первым противотанковым орудием специализированного производства. Пушка в октябре 1938 года была принята на вооружение в качестве основного противотанкового орудия под обозначением 37 PstK/36 и уже в том же году был сделан первый заказ в Швеции. В октябре 1939 года последовал очередной заказ в количестве 24 штук и в январе 1940 года ещё один на 18 орудий. Всего до начала Зимней войны финны получили 48 орудий этого типа и ещё 66 орудий в течение начавшейся войны (всего 114 шт). Здесь не учитываются 20 орудий шведских добровольческих формирований, которые были возвращены в Швецию в 1940 году, 13 из которых уже были финского производства. Поставленные финнам орудия были как версий M/34, так и M/38. Однако потери среди орудий в ходе Зимней войны были так велики, что из 114 штук поставленных шведами, к маю 1940 года осталось только 25 орудий.
Дополнительно 22 трофейные пушки, из захваченных в Польше, были заказаны в Германии после окончания Зимней войны. Предположительно эти 22 орудия были бы поставлены в Финляндию в августе 1941 года.
В 1938 году Финляндия также приобрела лицензию на производство данного орудия. Орудие производилось на двух заводах Tampella и VTT (Valtion Tykkitehdas — Государственный артиллерийский завод) с субподрядным участием заводов Lokomo и Crichton-Vulcan. Первый поставлял заготовки для стволов, второй детали из тяжёлых стальных пластин — в основном орудийные щиты и наиболее крупные части лафета. Сами компании производители орудия были новичками в оружейном производстве. Tampella была достаточно старым частным обществом с ограниченной ответственностью, оружейный департамент которого был создан в 1932 году и ориентировался первоначально на производство миномётов. Кроме изготовления миномётов Брандт-Стокса по лицензии (являясь также и субподрядчиком Брандт-Стокса) компания также разработала миномёты своих конструкций. VTT являлась государственно компанией учреждённой в феврале 1939 года в качестве завода по производству тяжёлого вооружения для финских вооружённых сил. К началу Зимней войны обе компании поставили 80 орудий и ещё 16 штук к концу 1939 года.
Всего же до окончания производства в 1941 году обе финские компании произвели 355 пушек 37 PstK/36:
| Производитель / год | 1939 | 1940 | 1941 | Итого |
| ------------------- | ---- | ---- | ---- | ----- |
| VTT                 | 48   | 7    | 0    | 55    |
| Tampella            | 48   | 152  | 100  | 300   |
| Общий выпуск        | 96   | 159  | 100  | 355   |

В дополнение к этому, в 1939—1940 годах VTT произвела 33 орудия танковой версии 37 Psv.K/36.
Финский мобилизационный план от 1938 года первоначально предполагал наличие противотанкового пушечного взвода с 2 противотанковыми орудиями в каждом «полевом батальоне» (пехотный батальон, в то время каждый финский пехотный полк имел три таких батальона), но когда Зимняя война началась, Финляндия даже близко не располагала необходимым количеством противотанковых орудий. К началу войны, 30 ноября 1939 года, финская армия имела только 98 противотанковых орудий, располагая в то же время 9 дивизиями, в каждой из которых, как правило, имелось 10 «полевых батальонов» (9 пехотных батальонов и один лёгкий батальон). Таким образом количество существующих противотанковых орудий не позволяло осуществление этого плана. Это повлекло за собой импровизированное решение, не соответствующее довоенным планам. Противотанковые взводы существующие на момент начала войны пошли на фронт со своими частями. Когда появлялись новые орудия, ими были спешно оснащены новые противотанковые взводы, обученные в противотанковом учебном центре (Panssarintorjuntakeskus), расположенном в городе Хямеэнлинна. после обучения длившегося менее двух недель, данные взводы отправлялись на фронт в состав различных нуждающихся подразделений. Нехватка противотанковых ружей заставляла финнов использовать противотанковые орудия (которых также остро не хватало) непосредственно в линии обороны, что влекло за собой большие потери. К концу Зимней войны финские войска получили 222 орудий этого типа (к ним относятся и пушки приобретённые в Швеции и Финского производства), но в то же время около 60 из них были потеряны в бою. Таким образом количество орудий в частях в ходе войны значительно не увеличивалось. Орудие буксировалось как механизированной тягой, так и лошадьми, для чего финны разработали орудийный передок. Орудие было настолько лёгким, что тянулось только одной лошадью. но передок можно было использовать только с лошадью. Данный вариант имел скорость всего 25 км/ч. Перед началом Зимней войны в финской армии были только орудия с механизированной тягой, но взводы с гужевой тягой появились уже во время войны и использовались в войне-продолжении.
Также финны испытывали во время Зимней войны дефицит боеприпасов к 37-мм противотанковым орудиям Bofors. До начала войны только 32 000 снарядов было закуплено в Швеции. Уже вскоре этого оказалось слишком мало и дальнейшие поставки шведских боеприпасов не были быстрыми или достаточно большими, чтобы снять данную проблему. Чтобы исправить ситуацию, на VTT было начато производство требуемых боеприпасов в декабре 1939 года. Но производство на VTT нарастало медленно (только 1680 снарядов было сделано в декабре 1939 года) и ещё 18 000 снарядов заводу удалось выпустить за время Зимней войны, что не позволяло решить проблему дефицита боеприпасов. Во время Зимней войны финские военные заказывали боеприпасы для этих орудий из Швеции почти ежедневно. Финское отечественное производство боеприпасов устранило нехватку боеприпасов этих орудий только в 1941 году. Из-за этого в финской армии осталось много боеприпасов для данных орудий.
Финский военные использовали множество прицелов для орудий 37 PstK/36. Большинство, если не все шведские орудия были доставлены со шведскими оптическими прицелами и некоторые из них позже были заменены в Финляндии на прицелы немецкого производства (Oigee и Carl Zeiss). Эти оптические прицелы, приобретённые после окончания Зимней войны, возможно устанавливались на орудия финского производства, или же прибыли с орудиями шведского или польского производства. Приобретение подходящих прицелов для пушек, изготовленных в Финляндии по лицензии, оказалось проблематичным на ранней стадии. Так по крайней мере три вида финских прицелов использовалось с ними. Первый «вспомогательный прицел» был просто хитроумным устройством в котором прицел винтовки M/28-30 был прикреплён к части ствола винтовки длиной около 30 см (12 дюймов). Вторым прицелом финского производства для данных орудий — являлся простой коллиматорный прицел. Третьей версией также являлся коллиматорный прицел, изготовленной Tampella в начале 1940 года.
Во время Зимней войны 37 PstK/36 был ещё достаточно мощным орудием, способным подбить любые советские танки, используемые в то время (единственным исключением являются тяжёлые танки, как например КВ-1, испытываемые во время той войны). Но во время Советско-финской войны (1941—1944) новые советские средние и тяжёлые танки оказались им не по зубам. Официально последнее из этих орудий не изымалось из передних линий до начала 1944 года, но, как правило, они не использовались в качестве противотанкового в течение достаточно долгого времени до этого. В 1942—1944 годах они в основном использовались для расстрела советских бункеров, пулемётных гнезд прямой наводкой орудий и т. п. С их небольшим весом, высокой скоростью стрельбы и хорошими фугасными снарядами они хорошо подходили для этих целей. На 1944 год их число по-прежнему было так велико (около 250 шт.), что финские вооружённые силы хотели найти новое применение для них, поэтому они продолжали служить в качестве пехотных орудий до 1986 года.
Пушка была снята с вооружения финской армии только в 1986 году.

### Нидерланды
В 1935 году было закуплено 12 орудий, также существовала лицензионная версия местного производства.

### Польша
Осенью 1935 года 300 штук были закуплены в Швеции. В 1936 году была приобретена лицензия, с середины 1937 года завод SMPzA (Stowarzyszenie Mechanikow Polski z Ameryki) в Прушкове начал производство под наименованием Armata przeciwpancerna wz.36 (в среднем, по 75 шт. в месяц). Всего до 1 сентября 1939 года было изготовлено 2100 шт., но часть была продана на экспорт. К началу Второй мировой войны польская армия имела около 1200 таких орудий. Танковый вариант, обозначаемый как wz.37, устанавливался на лёгких танках 7TP и прототипах танков 9TP и 10TP. До начала войны было выпущено 111 танковых орудий.

### Нацистская Германия
Немцы захватили 621 польское орудие wz.36 в 1939 году и приняли на вооружение вермахта под обозначением 3,7 cm Pak 36(p). В 1940 году в Дании немцы захватили местный вариант орудия, который использовали под обозначением 3,7 cm Pak 157(d). Также, вероятно, немцы захватили некоторое количество голландских и югославских орудий.
Считается, что некоторые из этих пушек немцы использовали в боевых действиях против британских войск в Северной Африке, где британцы также использовали 37-мм пушки Bofors.

### Румыния
113 куплено до войны. 556 орудий (бывших польских) было куплено в Германии. Всего 669.

### СССР
В 1939 году несколько десятков польских пушек стали советскими трофеями. Первоначально они были отправлены на склады, а в конце 1941 года их передали в войска, поскольку из-за больших потерь первых месяцев войны существовал большой дефицит артиллерии, особенно противотанковой. В 1941 году для этой пушки в Самарканде ГАУ издало «Краткое описание». Также, на Ленинградском фронте использовались трофейные финские пушки, захваченные в Зимней войне и в ВОВ.

### Испания
21—30 пушек (37-мм Canon controcarro Bofors) получено республиканцами. Несомненно лучшее противотанковое орудие того времени, хотя быстрое развитие танков оставило её, как все поколение противотанковых пушек, вышедшими из употребления в начале 1940-х годов. Для 1930-х годов эта пушка полностью оправдывала своё название. Не известна ни модификация, ни точное количество прибывших в Испанию, известно, что они получены в начале 1938 года, почти с полной вероятностью, прибыли в Испанию меньше тридцати, изготовленных в Польше. У шведских орудий гнутый щит, а у польских прямой. На корабле Jaron пришли 26 37-мм неопределённой модели по Хоусон и 38 по Mортера, если это они. Если так то Mortera складывает их два раза.
Mортера даёт 21 пушку, Mазаразза — 22; Mанрике и Mолина дают 30: 15 в 5 батареях восточной группы в Каталонии, 6 захвачены франкистами в июне 1938 года на фронте у Кастельона, 4 захвачены в августе — ноябре 1938 года в Villalba Арок и Холм Сан-Маркос, и, вероятно, 3 захвачены в Альбасете в конце гражданской войны в Испании.

## Боевое применение
Впервые это орудие участвовало в боях во время гражданской войны в Испании, где оно без труда поражало воевавшие там лёгкие танки.
Весьма активно это орудие использовалось в польской кампании 1939 года. В то время костяк немецких танковых сил составляли лёгкие танки PzKpfw I и PzKpfw II с максимальной толщиной брони 15—18 мм, легко поражаемые данным орудием. Более тяжёлые PzKpfw III и PzKpfw IV имели броню до 30 мм, пробитие которой также не являлось для этого орудия проблемой, хотя дальность эффективной стрельбы при этом снижалась до 500 м. Однако Польша потерпела поражение, и большинство орудий были захвачены немецкими и советскими войсками.
Финские орудия с успехом использовались против советских танков Т-26, Т-28 и БТ в советско-финской войне 1939—1940 годов, а затем в «Войне-продолжении» 1941—1944 годов. В начале войны (ноябрь 1939 года) финская армия располагала 98 пушками этого типа. Однако уже в Зимней войне проявилась неэффективность 37-мм пушек против нового тяжёлого танка КВ-1, а с началом новой войны — и против Т-34. Как следствие, пушка была переведена в класс орудий непосредственной поддержки пехоты.
Значительное количество орудий этого типа имела Румыния, использовавшая их в боях с советскими войсками. В Англии, где после больших потерь во Франции ощущался острый дефицит штатных 2-фунтовых противотанковых орудий, этой пушкой оснащались части армии в Северной Африке. Часто это орудие устанавливали на шасси грузовиков, получая таким образом импровизированные самоходно-артиллерийские установки. Голландские, югославские, немецкие (трофейные) и советские (трофейные польские) орудия также использовались в боях, но никаких подробностей их боевого применения обнаружить не удалось. Точно известно об использовании немецкой армией в небольших количествах бывших польских орудий, которые находились в войсках до конца войны, например, около 20 таких орудий стали трофеями советских войск при капитуляции Курляндской группировки в 1945 году. Также встречаются упоминания об использовании немцами этих орудий в Северной Африке. Датские орудия в боях против немцев не участвовали, поскольку армия Дании сопротивления немецкому вторжению не оказала.

## Оценка проекта
37-мм противотанковая пушка Бофорс была весьма удачным орудием, способным успешно бороться с бронетехникой, защищённой противопульной бронёй. Широкое распространение этого орудия служит этому достаточным подтверждением. Орудие имело достаточно высокую начальную скорость и скорострельность, небольшие габариты и массу (что облегчало задачу по маскировке орудия на местности и перекатыванию его на поле боя силами расчёта), а также было приспособлено к быстрой перевозке механической тягой.
| Тактико-технические характеристики противотанковых орудий калибра 37 — 47 мм 1935—37 годов |              |           |        |           |                    |
| Характеристика | обр. 1937 г. | Pak 35/36 | Бофорс | 2 pounder | Шкода обр. 1936 г. |
| Год поступления в войска | 1937         | 1935      | 1935   | 1936      | 1936               |
| Калибр, мм/длина ствола, клб. | 45/46        | 37/45     | 37/45  | 40/52     | 47/43,4            |
| Масса в боевом положении, кг | 560          | 480       | 380    | 814       | 590                |
| Бронепробиваемость калиберным бронебойным снарядом под углом 90° на дистанции 500 м | 43           | 30        | 44     | 43(60°)   | 69                 |
| Бронепробиваемость калиберным бронебойным снарядом под углом 90° на дистанции 1000 м | 35           |           | 33     | 32(60°)   | 55                 |
| Бронепробиваемость подкалиберным снарядом под углом 90° на дистанции 300 м |              | 50        | нет    |           |                    |
| Бронепробиваемость подкалиберным снарядом под углом 90° на дистанции 500 м | 51           |           | нет    |           |                    |
| Следует помнить, что в разное время и в разных странах использовались различные методики определения бронепробиваемости. Как следствие, прямое сравнение с аналогичными данными других орудий часто оказывается невозможным. |              |           |        |           |                    |

При сравнении с основным конкурентом — 37-мм немецкой противотанковой пушкой Pak 35/36 — можно отметить, что шведская пушка имеет несколько более высокую бронепробиваемость калиберным бронебойным снарядом (что объясняется её более высокой начальной скоростью); кроме того, шведская пушка имеет меньший боевой вес и меньшие размеры. Немецкое орудие имеет на 10° больший угол горизонтального наведения и больший ассортимент боеприпасов (включая подкалиберный и надкалиберный кумулятивный снаряды). В целом, орудия близки с небольшим преимуществом шведской пушки. Однако появление хорошо бронированных танков вроде Т-34 быстро перевело оба этих орудия в разряд устаревших. Как и для всех систем калибра 37 мм, недостатком пушки является очень слабое действие осколочно-фугасного снаряда по цели. Ещё одним недостатком считается ничтожное заброневое действие бронебойного снаряда.

## Боеприпасы и баллистические данные
Приведена информация о боеприпасах, используемых финской армией. Орудия других стран могли иметь иные боеприпасы.
| Номенклатура боеприпасов |                           |                 |           |                         |                        |
| Тип                      | Обозначение               | Вес снаряда, кг | Вес ВВ, г | Начальная скорость, м/с | Дальность табличная, м |
| Бронебойные снаряды      |                           |                 |           |                         |                        |
| Бронебойный сплошной     | ?                         | ?               | ?         | ?                       | ?                      |
| Бронебойно-трассирующий  | Marskin panssarintuhoojat | 0,7             | ?         | 870                     | ?                      |
| Осколочные снаряды       |                           |                 |           |                         |                        |
| Осколочный снаряд        | ?                         | ?               | ?         | ?                       | 7400                   |
| Зажигательные снаряды    |                           |                 |           |                         |                        |
| Зажигательный            | ?                         | ?               | ?         | ?                       | ?                      |

| Таблица бронепробиваемости для 37-мм противотанковой пушки Бофорс |                          |                          |
| Бронебойно-трассирующий каморный снаряд Marskin panssarintuhoojat |                          |                          |
| Дальность, м | При угле встречи 60°, мм | При угле встречи 90°, мм |
| 300 | 42                       | ?                        |
| 500 | 37                       | ?                        |
| 1000 | 28                       | ?                        |
| Приведена информация из финских источников, методика измерения пробивной способности неизвестна. Следует помнить, что показатели бронепробиваемости могут заметно различаться при использовании различных партий снарядов и различной по технологии изготовления брони. |                          |                          |

## 37-мм противотанковая пушка Бофорс в компьютерных играх

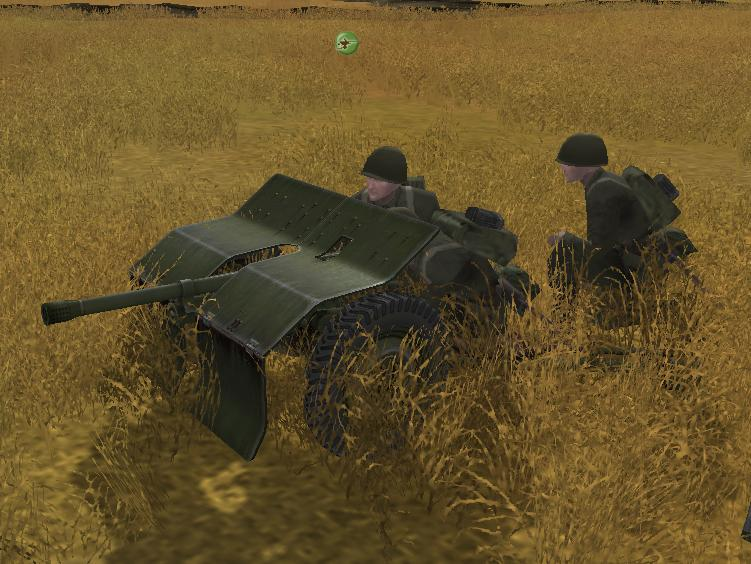
37-мм противотанковая пушка Бофорс в компьютерной военной игре «Вторая мировая»

По причине относительной малоизвестности и небольших масштабов использования, данное орудие почти не отражено в компьютерных играх. Одной из игр, в которой отражена эта пушка, причём достаточно реалистично, является военная игра «Вторая мировая»
В качестве танкового орудия, эта пушка вместе с некоторыми лёгкими танками Швеции предоставлена в игре «War Thunder»